# Collembola
Colêmbolos (também chamados de pulgas de jardim no Brasil) são hexápodes terrestres pertencentes à classe Collembola. Atualmente mais de 9.000 espécies de colêmbolos são conhecidas, agrupadas em 31 famílias e 600 gêneros. No Brasil, foram identificadas aproximadamente 270 espécies, distribuídas em 19 famílias e 92 gêneros. Juntamente com as classes Protura e Diplura, os colêmbolos eram tradicionalmente agrupados como entognatos, grupo que recebe esse nome devido à posição retraída das peças bucais no interior da cabeça.
Embora os colêmbolos sejam abundantes, raramente são percebidos devido ao seu pequeno tamanho (cerca de 0,25 a 6 mm) e ao hábito de viverem ocultos no solo, serrapilheira ou em superfícies de água. A maioria dos animais desse grupo se alimenta de matéria orgânica em decomposição, fungos e bactérias, mas alguns se alimentam também de fezes de outros artrópodes, algas e pólen.
Os estágios imaturos são similares ao adulto, o formato corporal varia de globular a alongado. A  coloração dos colêmbolos é clara, com tonalidades cinza, azul ou preta. Eles possuem antenas e os olhos e ocelos são pouco desenvolvidos. No primeiro segmento do abdômen se encontra o colóforo, no terceiro, o retináculo e no quarto, a furca. Colêmbolos que possuem a furca tem capacidade de dar altos saltos, estendendo essa estrutura para baixo e para trás. Colêmbolos de 3 a 6 mm conseguem pular de 75 a 100 mm.

## Etimologia

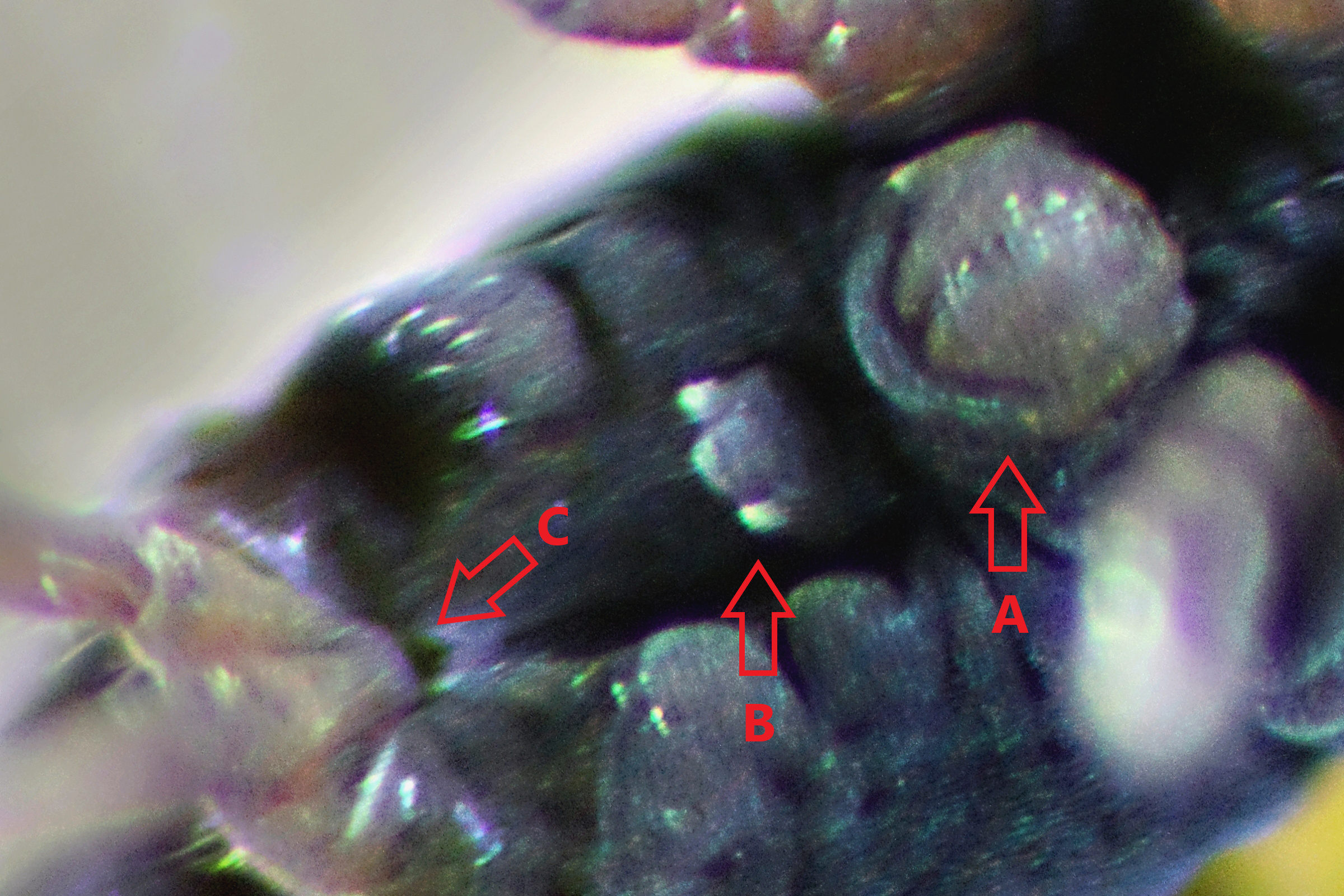
Podura aquatica em vista ventral. Podem ser observados o colóforo (A), o tenáculo (B) e a furca (C).

A origem do nome “Collembola” deriva do grego: “kolla” = adesivo, cola; “embo” = êmbolo, pino, tubo. A etimologia se refere à uma sinapomorfia desse grupo, a presença de um apêndice abdominal, o colóforo.

## Morfologia

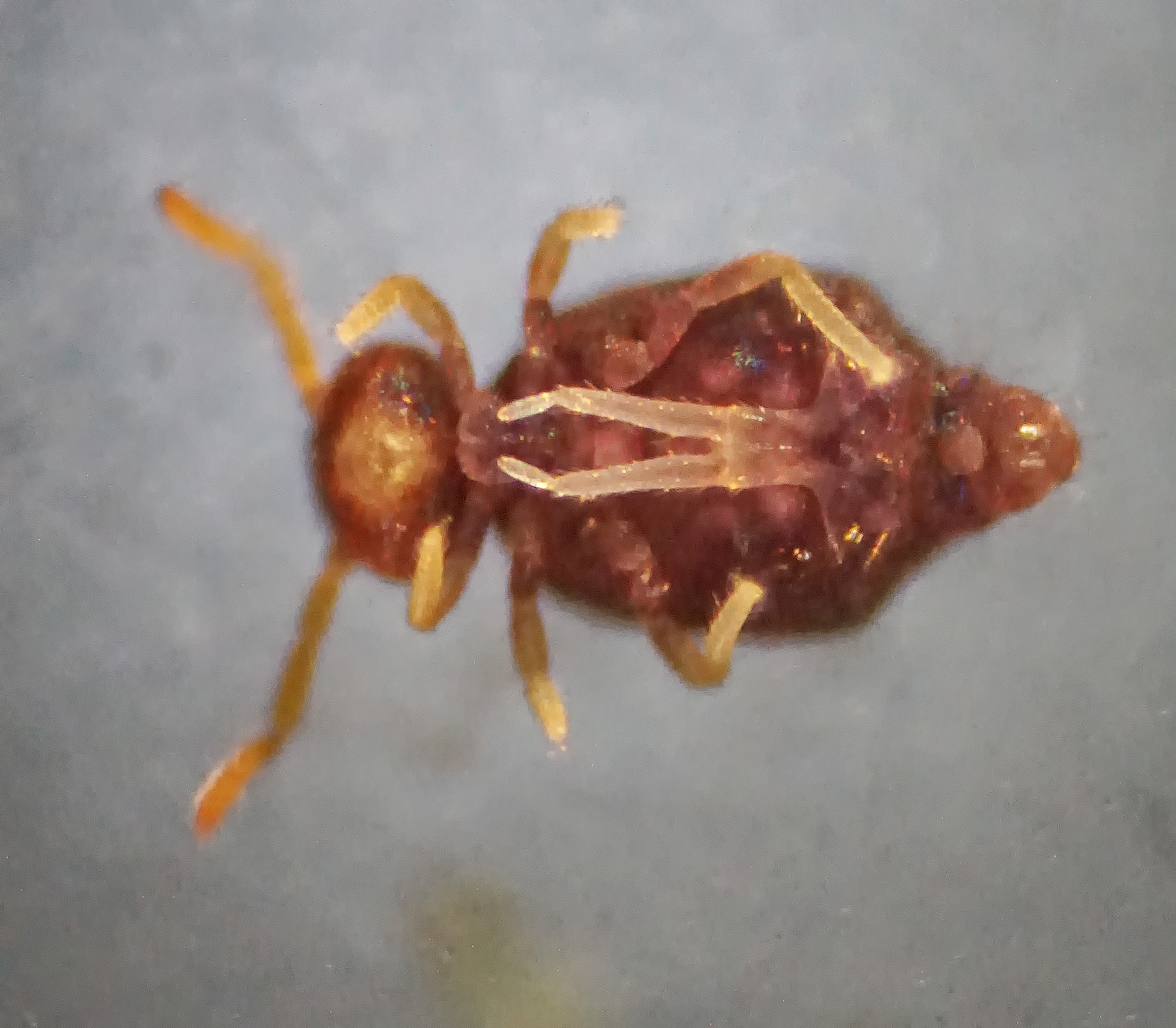
Deuterosminthurus pallipes em vista ventral. A furca pode ser observada em posição retraída.

Os colêmbolos possuem o corpo alongado e cilíndrico ou aplanado. Possuem olhos simples, formados por oito pequenas lentes, também chamadas cornéolas. Muitas espécies apresentam número de cornéolas reduzido ou ausência das mesmas. Possuem duas antenas com quatro segmentos. Os colêmbolos são entognatos, o que significa que seu aparelho bucal é localizado em uma cavidade na cabeça, de forma que só as pontas da mandíbula e da maxila estão expostas. O tipo básico de mandíbula dos colêmbolos é o mastigador, com possíveis variações dependendo dos diferentes tipos de alimentação. Possuem um tórax com três segmentos, cada um contendo um par de apêndices. Todos os colêmbola são ápteros. O abdômen tem 6 segmentos, que podem estar fusionados. No segmento I está localizado o colóforo, que consiste de um tubo com um par de vesículas eversíveis. No segmento III,  apresentam o tenáculo (ou retináculo), uma estrutura responsável por prender a furca na sua posição contraída. No segmento IV, possuem um apêndice denominado furca (ou fúrcula) que é utilizado para saltar. Na parte ventral do segmento V está localizada a abertura genital, e na porção terminal do segmento VI se localiza a abertura anal.

## Distribuição e diversidade
Os colêmbolos são animais cosmopolitas. Apresentam maior diversidade na região neotropical. Estima-se um total global de 65.000 espécies. Em 2021, o total de espécies descritas é 9.373, o que mostra como o grupo é pouco estudado. No Brasil, são descritas 270 espécies, distribuídas em 19 famílias e 92 gêneros. Os estados com maior diversidade são o Rio de Janeiro (132 espécies), Amazonas (56), Espírito Santo (30) e São Paulo (28). Sete estados brasileiros não possuem registros de Collembola: Acre, Alagoas, Distrito Federal, Goiás, Rio Grande do Norte, Roraima e Tocantins.

## Registro fóssil e evolução
Os fósseis mais antigos reconhecidos como hexápodes são considerados pertencentes a Collembola, pois as partes bucais desses espécimes são características de entognata e pelo menos um tem estrutura que se assemelha à furca.  A maioria dos colêmbolos que se possui registro fóssil estão conservados em âmbar. A espécie denominada Rhyniella praecursor é o registro mais antigo dessa classe, datando aproximadamente 400 m.a e é proveniente de Rhynie, Escócia. Essa espécie viveu provavelmente durante o período Devoniano Inferior habitando a Euroamérica antes da formação da Pangea.
Evidências fósseis sugerem que as comunidades dessa classe ficaram estáveis por aproximadamente 10 a 90 milhões de anos, havendo períodos pontuados de especiação rápida quando ocorre o aparecimento de novos nichos. As evidências moleculares sugerem uma possível relação de evolução de Collembola a partir de um ancestral marinho multissegmentado similar a um crustáceo. Estes, durante o período Cambriano podem ter colonizado zonas costeiras e estuários onde se alimentavam de fungos e líquens, tornando-se progressivamente terrestres.
Pesquisadores enumeraram algumas adaptações ao ambiente terrestre considerando a evolução de Collembola a partir desse ancestral hipotético: a segunda antena foi perdida (não havia mais necessidade de usá-la para natação), o número de segmentos corporais foi reduzido (até restar a cabeça, os três segmentos toráxicos e seis segmentos abdominais), as pernas no primeiro segmento abdominal desenvolveram vesículas e tornaram-se o tubo ventral.

## Sistemática e filogenia
O táxon Collembola está inserido em Entognatha, juntamente com Protura e Diplura. Entognatha é grupo-irmão da classe Insecta, que é caracterizada por apresentar as peças bucais fora da cápsula encefálica. Vale ressaltar que Collembola é tradicionalmente classificado como uma ordem e Entognatha como classe, classificação mais comum nas bibliografias. Entretanto, de acordo com evidências moleculares, atualmente têm-se claro que o táxon Entognatha não é monofilético. Dessa forma, o táxon Collembola vem sendo classificado como classe. Já as relações entre os táxons tradicionalmente pertencentes a Entognatha ainda não são tão estabelecidas, variando de acordo com os autores, o tipo de análise filogenética e a utilização de caracteres morfológicos e/ou moleculares. Uma das relações mais aceitas atualmente divide os grupos entognathos em um clado chamado Ellipura, formado por Collembola e por Protura. Já os Diplura se estabelecem como grupo-irmão dos insetos, formando um grupo denominado de Cercophora, marcado pela presença primitiva de cercos. Como representado a seguir:
|  | Protura    |
|  |            |
|  | Collembola |
|  |            |

|  | Diplura |
|  |         |
|  | Insecta |
|  |         |

|  | Protura    |
|  |            |
|  | Collembola |
|  |            |

|  | Diplura |
|  |         |
|  | Insecta |
|  |         |

Os colêmbolos se diferenciam desses demais táxons entognathos devido à presença de três apêndices no abdômen: o colóforo, o retináculo e a furca. Além dessas, outras sinapomorfias do grupo consistem em antena com quatro segmentos; e mancha ocular com até oito cornéolas.
A respeito das relações filogenéticas internas, Collembola é dividido atualmente em quatro principais ordens: Poduromorpha; Neelipleona; Entomobryomorpha; e Symphypleona. Poduromorpha é caracterizado por apresentar o primeiro segmento torácico distinto e seu monofiletismo é suportado por muitos estudos. Acredita-se que seja o grupo-irmão de todas as outras ordens de Collembola. Os indivíduos de Entomobryomorpha, por sua vez, são muito diversos morfologicamente e o grupo provavelmente não é monofilético. Essa ordem seria grupo-irmão de um clado formado por dois grupos de colêmbolos de corpo globular, Neelipleona e Symphypleona, que provavelmente são monofiléticos. Essas relações são representadas da seguinte forma:
|  | Entomobryomorpha                                             |
|  |                                                              |
|  | \| \| Symphypleona \| \| \| \| \| \| Neelipleona \| \| \| \| |
|  |                                                              |
|  | Symphypleona                                                 |
|  |                                                              |
|  | Neelipleona                                                  |
|  |                                                              |

|  | Symphypleona |
|  |              |
|  | Neelipleona  |
|  |              |

|  | Entomobryomorpha                                             |
|  |                                                              |
|  | \| \| Symphypleona \| \| \| \| \| \| Neelipleona \| \| \| \| |
|  |                                                              |
|  | Symphypleona                                                 |
|  |                                                              |
|  | Neelipleona                                                  |
|  |                                                              |

|  | Symphypleona |
|  |              |
|  | Neelipleona  |
|  |              |

## Reprodução
Os colêmbolos podem se reproduzir de forma sexuada, através da transferência de espermatóforos ou assexuadamente, por meio de partenogênese.

### Reprodução sexuada

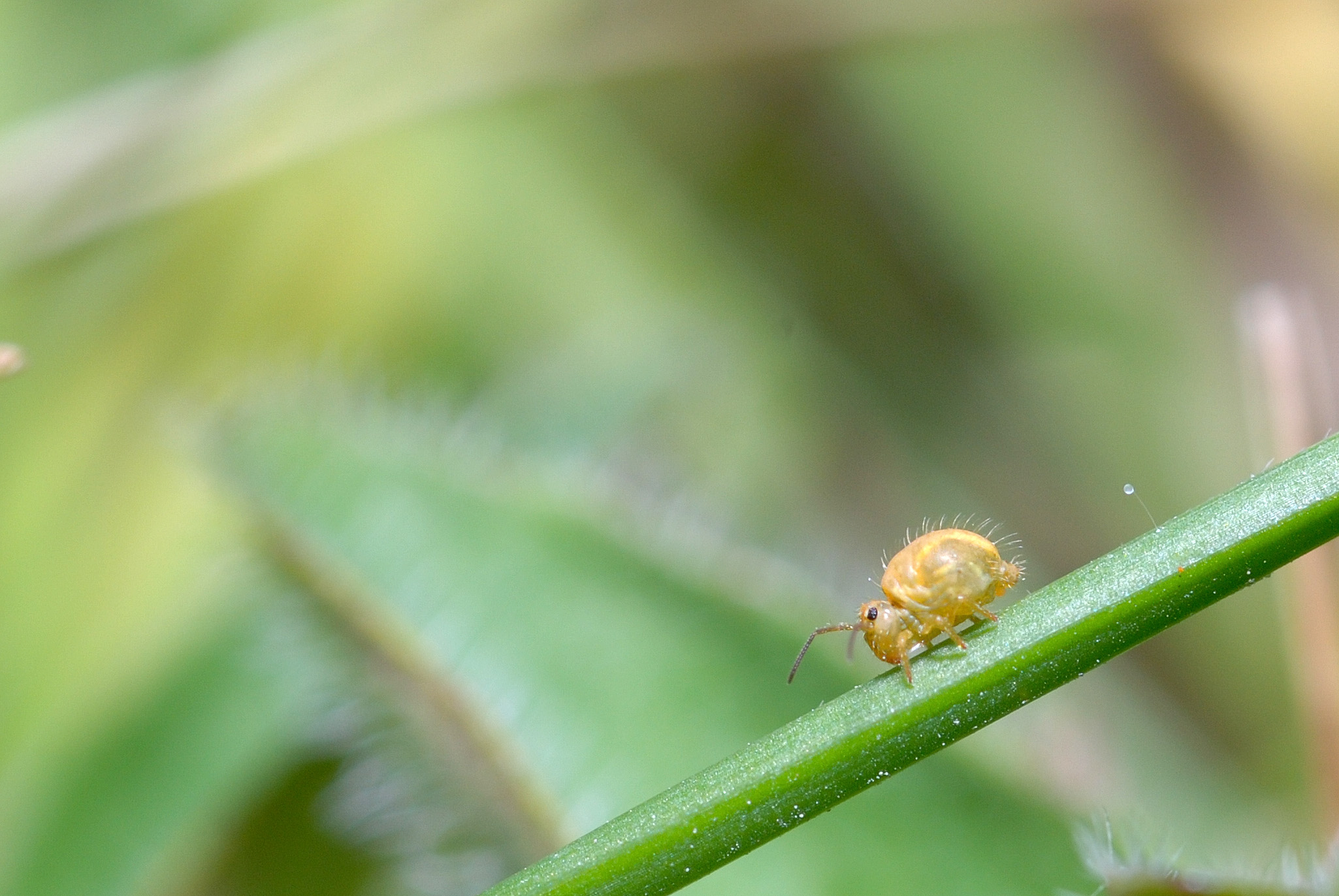
Indivíduo da espécie Sminthurus viridis. A direita, o espermatóforo.

Para que a reprodução sexuada ocorra, é necessário que a fêmea insira em sua abertura genital o esperma do macho, o qual se encontra armazenado em espermatóforos. Um espermatóforo é uma estrutura gelatinosa composta, geralmente, de um ápice espermático (contendo os espermatozóides) e um pedúnculo de tamanhos distintos. Essas estruturas são produzidas e depositadas pelos machos no solo e são, então, recolhidas pelas fêmeas. A transferência de espermatóforo pode ocorrer com ou sem contato físico/visual entre os indivíduos.

### Reprodução assexuada
A reprodução assexuada, por sua vez, ocorre por meio de partenogênese e é registrada em alguns gêneros, tais como Folsomia, Mesaphorura, Parisotoma, Neanura e Isotomiella. A partenogênese em espécies de Collembola está associada à endossimbiose com a bactéria Wolbachia, que é responsável por modular essa forma de reprodução nos indivíduos. Além disso, a partenogênese pode ser exclusiva em determinadas populações ou ocorrer de forma facultativa, ainda mantendo uma população equilibrada de machos e fêmeas co-existindo com a reprodução sexuada.

### Acasalamento e comportamentos de corte
Apesar de não haver cópula, os colêmbolos exibem diferentes formas de comportamentos de corte. Machos de Tetrodontophora bielanensis são atraídos sexualmente por fêmeas ao reconhecer, através de um sistema olfativo, feromônios sexuais expressos na cutícula das mesmas. Como demonstrado em espécies de Isotomidae, Bourletiellidae e Symphypleona, além da expressão de feromônios sexuais, os indivíduos podem exibir um comportamento de corte bastante complexo, que pode envolver o esfregar do macho na fêmea, a exibição por meio de movimentos circulares, e outros estímulos através de estruturas modificadas como antenas e/ou pernas. Após esse período de estimulação sexual, o macho exerce o papel de guiar a parceira até o seu espermatóforo, realizando assim a fertilização.
Em contrapartida, em algumas outras espécies de Symphypleona, por exemplo, não há um comportamento de corte e os machos simplesmente depositam os espermatóforos no substrato, mesmo na ausência de fêmeas. Nesse caso, a fêmea é atraída até os espermatóforos por meio de pistas químicas. Um estudo demonstrou que espermatóforos da espécie Orchesella cincta apresentam um feromônio sexual associado, portanto, sendo útil para a atração feminina. A fim de garantir o seu sucesso reprodutivo, os machos costumam destruir os espermatóforos de outros machos e depositam o seu próprio no lugar.

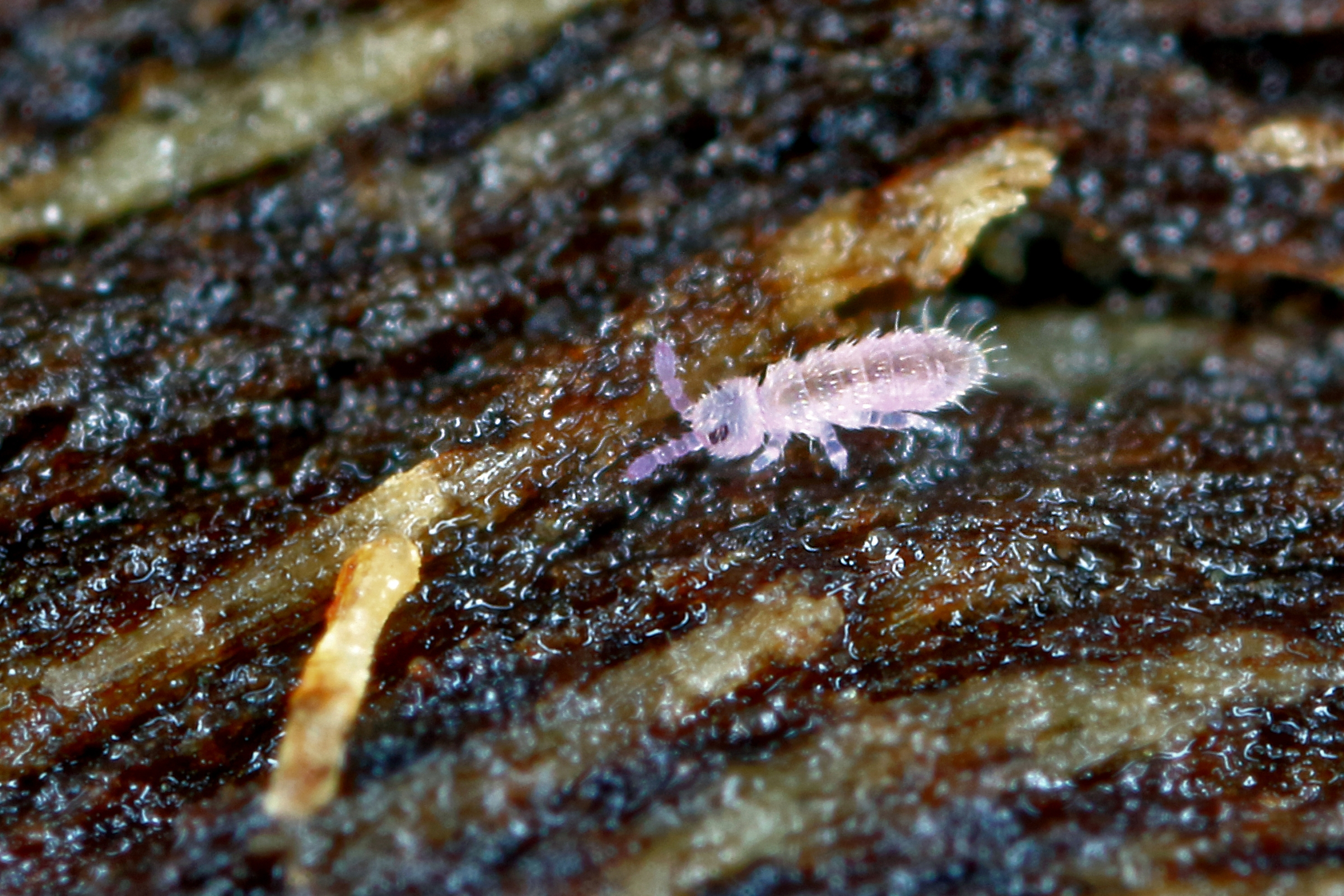
Indivíduo em estágio juvenil do gênero Isotomurus sp.

### Ciclo de vida
Na reprodução sexuada, após a fecundação, os ovos são depositados no solo e não há cuidado parental. Os juvenis apresentam desenvolvimento epimórfico, isto é, eles nascem com a mesma quantidade de segmentos que um indivíduo adulto. Devido a isto, mesmo que realizem o processo de muda à medida que crescem, não sofrem metamorfose durante a vida e a única diferença para o adulto maduro, além do tamanho, é que o juvenil não apresenta estruturas sexuais bem desenvolvidas.
Os machos costumam atingir a maturidade mais rapidamente do que as fêmeas e, tanto machos quanto fêmeas alternam entre estádios reprodutivos e não reprodutivos. Esse mecanismo de alternância entre estádios reprodutivos e não reprodutivos, também é conhecido como epitoquia, no qual os indivíduos apresentam estruturas sexuais desenvolvidas durante o ínstar reprodutivo e perdem esses caracteres após a muda para um ínstar não reprodutivo. Essa mudança é mais aparente em machos devido a presença de caracteres sexuais secundários, como antenas.
Na reprodução assexuada, as fêmeas maduras vão gerar descendentes a partir do processo de partenogênese. Desse modo, a prole é gerada a partir de ovos não fertilizados. Além disso, foi demonstrado que as espécies partenogenéticas costumam apresentar hábito euedáfico, isto é, o comportamento de viver em camadas mais profundas do solo.

## Comportamento

### Habitat
A grande facilidade de dispersão dos colêmbolos possibilitou a conquista de diferentes ecossistemas com climas variados e condições atípicas, podendo ser encontrados em diversas partes do globo. Vivem principalmente sobre a serrapilheira, em superfícies florais, em árvores, nos musgos, em lagoas, riachos, cavernas e também podem ser encontrados em camadas profundas do solo.

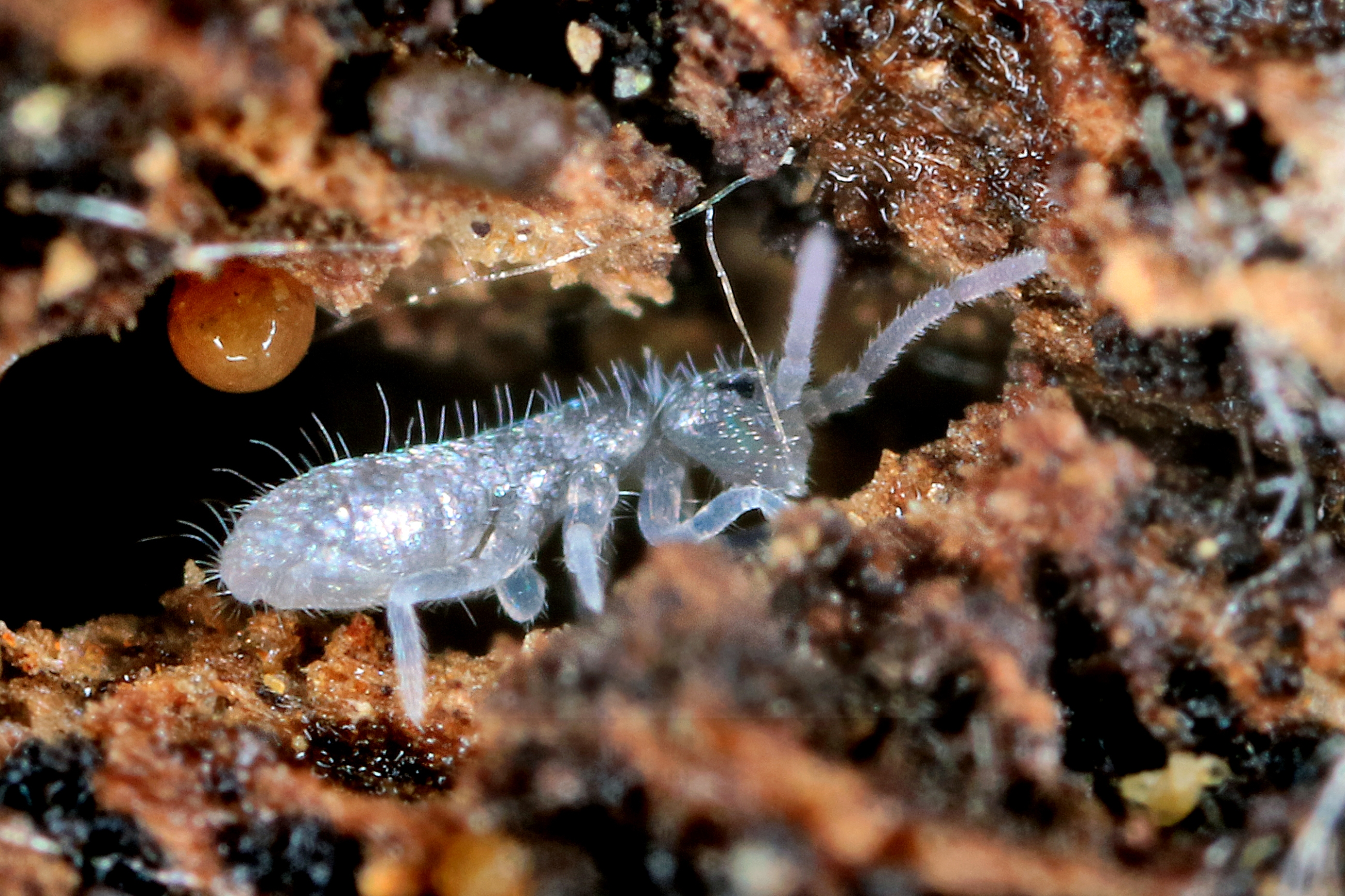
Indivíduo juvenil da espécie Tomocerus minor se alimentando de hifas de um cogumelo.

### Alimentação
Os colêmbolos, em sua maioria, são herbívoros e/ou detritívoros generalistas e sua dieta alimentar  é geralmente composta por matéria orgânica morta e microorganismos do solo como bactérias e fungos. Além disso, podem ser carnívoros ao se alimentarem de pequenos invertebrados, tais como rotíferos, nematóides e outros colêmbolos.

### Predadores naturais e mecanismos de defesa
Dentre os predadores naturais de Collembola, incluem-se principalmente besouros, formigas e alguns aracnídeos. Dessa forma, os colêmbolos apresentam alguns mecanismos de defesa para que não sejam uma presa fácil e, além de sua incrível capacidade de “saltar” em alta velocidade através da furca, um dos principais tipos de defesa nesse grupo está associado à secreção de substâncias químicas.
Foi observado, especificamente em Tetrodontophora bielanensis, que quando ameaçada por um possível predador, a espécie secreta um fluido químico contendo alcalóides capazes de desorientar e influenciar no comportamento do seu predador. A substância origina-se de células secretoras e extravasa por aberturas corporais denominadas pseudocélulas.
Outro mecanismo de defesa relatado está relacionado a expressão de feromônios de alarme em espécies gregárias de Hypogastrura pannosa e, basicamente, consiste na liberação desse feromônio quando há ruptura da cutícula de um indivíduo, alertando o restante do grupo que consequentemente exibe um comportamento de fuga.

## Importância para humanos

### Impactos econômicos
Apesar de alguns colêmbolos serem conhecidos como pestes em algumas plantações, algumas espécies de solo podem alimentar-se de fungos de forma seletiva a fim de limitar algumas espécies de fungos da rizosfera, podendo auxiliar no crescimento e na saúde das plantas. Dessa forma, os colêmbolos exerceriam um papel de biocontrole ao se alimentar de fungos patogênicos para determinadas plantas.

### Saúde
Não existem evidências suficientes para constatar se colêmbolos podem ou não ter uma interação negativa direta com humanos, seja como parasitas ou como causadores de dermatites. O que se sabe a respeito é que, possivelmente, dermatites observadas em pacientes que tiveram contato com esses indivíduos advém do material orgânico do qual o colêmbolo utiliza como habitat/alimento e não diretamente do animal.

### Mudança climática
Comunidades de solo de Collembola, encontradas em regiões árticas, podem ser utilizadas para “prever” possíveis impactos causados por meio de mudanças climáticas, uma vez que a fauna desse tipo de região rapidamente costuma apresentar respostas diversas à essas variações.